# 白井勝也
白井 勝也（しらい かつや、1942年 - ）は、日本の編集者。東京都出身。株式会社ヒーローズ代表取締役社長。公益財団法人一ツ橋綜合財団理事。

## 年譜
- 1968年3月 - 立教大学文学部日本文学科卒業
- 1968年4月 - 株式会社小学館入社。「少年サンデー」の編集員として配属されて以後、小学館の漫画誌の編集員を務める。
- 1980年10月 - 同月に創刊されたビッグコミックスピリッツの編集長に就任、以後約10年間務める。
- 1992年5月 - 小学館の役員待遇。
- 1994年5月 - 株式会社小学館取締役。
- 1999年5月 - 小学館常務取締役。
- 2001年5月 - 小学館専務取締役。
- 2009年5月 - 小学館副社長[1]。
- 2014年5月 - 副社長を退任。小学館最高顧問に就任。
- 2015年 - 株式会社オーバーラップ顧問。
- 2016年6月 - 株式会社ヒーローズ代表取締役社長に就任
- 2022年6月 - フィールズ株式会社（現・円谷フィールズホールディングス株式会社）社外取締役[2]。